# 32e cérémonie des British Academy Film Awards
Pour la cérémonie des BAFTAs récompensant la télévision, voir la 26e cérémonie des British Academy Television Awards.
La 32e cérémonie des British Academy Film Awards, organisée par la British Academy of Film and Television Arts, s'est déroulée en 1979 et a récompensé les films sortis en 1978.

## Palmarès

### Meilleur film
- Julia
  - Midnight Express
  - La guerre des étoiles (Star Wars)
  - Rencontres du troisième type (Close Encounters of the Third Kind)

### Meilleur réalisateur
- Alan Parker pour Midnight Express
  - Fred Zinnemann pour Julia
  - Robert Altman pour Un mariage (A Wedding)
  - Steven Spielberg pour Rencontres du troisième type (Close Encounters of the Third Kind)

### Meilleur acteur
- Richard Dreyfuss pour le rôle d'Elliot Garfield dans Adieu, je reste (The Goodbye Girl)
  - Peter Ustinov pour le rôle d'Hercule Poirot dans Mort sur le Nil (Death on the Nile)
  - Anthony Hopkins pour le rôle de Corky Withers & Fats (la voix) dans Magic
  - Brad Davis pour le rôle de Billy Hayes dans Midnight Express

### Meilleure actrice
- Jane Fonda pour le rôle de Lillian Hellman dans Julia
  - Anne Bancroft pour le rôle d'Emma Jacklin dans Le Tournant de la vie (The Turning Point)
  - Marsha Mason pour le rôle de Paula McFadden dans Adieu, je reste (The Goodbye Girl)
  - Jill Clayburgh pour le rôle d'Erica dans La femme libre (An Unmarried Woman)

### Meilleur acteur dans un second rôle
- John Hurt pour le rôle de Max dans Midnight Express
  - Francois Truffaut pour le rôle de Claude Lacombe dans Rencontres du troisième type (Close Encounters of the Third Kind)
  - Gene Hackman pour le rôle de Lex Luthor dans Superman
  - Jason Robards pour le rôle de Dashiell Hammett dans Julia

### Meilleure actrice dans un second rôle
- Geraldine Page pour le rôle d'Eve dans Intérieurs (Interiors)
  - Maggie Smith pour le rôle de Miss Bowers dans Mort sur le Nil (Death on the Nile)
  - Angela Lansbury pour le rôle de Salome Otterbourne dans Mort sur le Nil (Death on the Nile)
  - Mona Washbourne pour le rôle de la Tante dans Stevie

### Meilleur scénario
- Julia – Alvin Sargent
  - Un mariage (A Wedding) – John Considine, Patricia Resnick, Allan Nicholls et Robert Altman
  - Adieu, je reste (The Goodbye Girl) – Neil Simon
  - Rencontres du troisième type (Close Encounters of the Third Kind) – Steven Spielberg

### Meilleure direction artistique
- Rencontres du troisième type (Close Encounters of the Third Kind) – Joe Alves
  - La guerre des étoiles (Star Wars) – John Barry
  - Julia – Gene Callahan, Willy Holt et Carmen Dillon
  - Superman – John Barry

### Meilleurs costumes
- Mort sur le Nil (Death on the Nile)
  - La guerre des étoiles (Star Wars)
  - Les Duellistes (The Duellists)
  - Julia

### Meilleure photographie
- Julia – Douglas Slocombe
  - Les Duellistes (The Duellists) – Frank Tidy
  - Rencontres du troisième type (Close Encounters of the Third Kind) – Zilmos Zgismond
  - Superman – Geoffrey Unsworth

### Meilleur montage
- Midnight Express – Gerry Hambling
  - Rencontres du troisième type (Close Encounters of the Third Kind) – Michael Kahn
  - La guerre des étoiles (Star Wars) – Paul Hirsch, Marcia Lucas et Richard Chew
  - Julia – Walter Murch

### Meilleur son
- La guerre des étoiles (Star Wars)
  - Superman
  - La Fièvre du samedi soir (Saturday Night Fever)
  - Rencontres du troisième type (Close Encounters of the Third Kind)

### Meilleure musique de film
Anthony Asquith Award.
- La guerre des étoiles (Star Wars) – John Williams
  - La Fièvre du samedi soir (Saturday Night Fever) – Bee Gees
  - Rencontres du troisième type (Close Encounters of the Third Kind) – John Williams
  - Julia – Georges Delerue

### Meilleur film documentaire
Flaherty Documentary Award.
- The Silent Witness - David W. Rolfe

### Meilleur court-métrage
Meilleur court-métrage basé sur des faits
- Hokusai: An Animated Sketchbook – Tony White
  - I'll Find a Way – Beverly Shaffer (en)
  - Planet Water – Derek Williams
  - Sunday Muddy Sunday – Lindsay Dale

Meilleur court-métrage de fiction
Aucune récompense

### Meilleur film spécialisé
- Twenty Times More Likely – Robert Young
  - How a Man Schall Be Armyd – Anthony Wilkinson
  - Play Safe – David Eady
  - The Safety Net – Leonard Lewis

### Meilleur nouveau venu dans un rôle principal
- Christopher Reeve – Superman
  - Melanie Mayron – Girlfriends
  - Mary Beth Hurt – Intérieurs (Interiors)
  - Brad Davis – Midnight Express

### Meilleure contribution au cinéma britannique
Michael Balcon Award.
- Les Bowie, Colin Chilvers, Denys N. Coop, Roy Field, Derek Meddings, Zoran Perisic et Wally Veevers (L'équipe des effets visuels du film Superman)

### Fellowship Award
Prix d'honneur de la BAFTA, récompense la réussite dans les différentes formes du cinéma.
- Lew Grade
- Huw Wheldon

## Récompenses et nominations multiples

### Nominations multiples
Films
 10  : Julia
 9  : Rencontres du troisième type
 6  : Midnight Express, La guerre des étoiles, Superman
 4  : Mort sur le Nil
 3  : Adieu, je reste
 2  : Intérieurs, Un mariage, Les Duellistes, La Fièvre du samedi soir
Personnalités
 2  : Steven Spielberg, Robert Altman, John Williams, John Barry, Brad Davis

### Récompenses multiples
Légende : Nombre de récompenses/Nombre de nominations
Films
 4 / 10  : Julia
 3 / 6  : Midnight Express
 2 / 6  : La guerre des étoiles

### Les grands perdants
1 / 9  : Rencontres du troisième type
 1 / 6  : Superman